# 뉴욕 월드

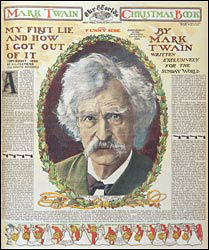
《뉴욕 월드》

《뉴욕 월드》(New York World)는 1860년부터 1931년까지 미국 뉴욕에서 발행된 신문이다. 미국 역사상의 신문 중 주요 신문으로 여겨지고 있다. 1896년 10월 10일, 뉴욕 월드 본사가 세워졌다.

## 뉴욕 월드의 업적
뉴욕 월드는 1885년, 미국의 22대 대통령 선거 때 공화당 후보 제임스 G. 블레인의 공약이 거짓임을 밝혀 그로버 클리블랜드의 당선을 도왔으며, 1886년에는 자유의 여신상 받침대 비용 모금 홍보 운동을 통해 10만 달러란 성금을 모았고, 1887년에는 미국의 의료시스템을 바꾸는 데 기여도 하였다.